# Kappa Eridani
Kappa Eridani (κ Eridani, κ Eri) è una stella situata nella costellazione dell'Eridano. Situata a circa 510 anni luce dal sistema solare, la sua magnitudine apparente pari a +4,25 fa sì che questa stella sia visibile a occhio nudo.

## Caratteristiche fisiche
Successive osservazioni hanno portato a classificare Kappa Eridani come una subgigante blu di tipo spettrale B7 IV. La misura del suo diametro angolare, pari a 0,346±0,008 milliarcosecondi, ha permesso di stimare che il raggio della stella sia pari a 6 volte il raggio solare. La massa di Kappa Eridani, che si stima abbia un'età di circa 93 milioni di anni, e che ruota su sé stessa a una velocità di 10 km/s, è stata stimata pari a 5 masse solari. Con una temperatura efficace di quasi 15000 K, la stella irradia con una luminosità pari a 1 195 volte quella della nostra stella.